# عمر بيرم
عمر بيرم (بالهولندية: Ömer Bayram؛ بالتركية: Ömer Bayram) هو لاعب كرة قدم تركي وهولندي في مركز نصف الجناح، ولد في 27 يوليو 1991 في بريدا في هولندا. شارك مع فريق تركيا الوطني لكرة القدم للشباب ومنتخب تركيا تحت 21 سنة لكرة القدم. أما مع النوادي، فقد لعب مع كايسري سبور وناك بريدا.

## وصلات خارجية
- عمر بيرم على موقع الاتحاد الأوربي (الإنجليزية)
- عمر بيرم على موقع اتحاد تركيا (لاعب) (الإنجليزية)
- عمر بيرم على موقع قاعدة بيانات كرة القدم.إي يو (الإنجليزية)
- عمر بيرم على موقع ناشيونال فوتبول تيمز (الإنجليزية)
- عمر بيرم على موقع Soccerway.com (الإنجليزية)
- عمر بيرم على موقع عالم كرة القدم.نت (الإنجليزية)